# Frank Baker (escritor)
Frank Baker (Hornsey, Londres, 22 de mayo de 1908 - 1982) fue un autor británico de novelas y cuentos, principalmente sobre temas fantásticos o sobrenaturales. También fue un actor, músico y guionista de televisión. Sus obras más conocidas son sus novelas, The Birds (1936) y Miss Hargreaves (1940), y su libro de memorias, I Follow But Myself (1968). 

## Biografía
Frank Baker nació en Hornsey, una barriada de Londres, en 1908. Era hijo de un vendedor de seguros marítimos (que había sido corista en Magdalen College, Oxford) y nieto de un organista en Alexandra Palace. Entre 1919 y 1924 fue corista en la catedral de Winchester y fue educado en la escuela del coro de la catedral.
Baker dejó la escuela a la edad de dieciséis años, y durante los siguientes cinco años (1924 a 1929) trabajó en la London Assurance Company, antes de irse a trabajar durante un año en la nueva Royal School of Church Music.
Luego se trasladó a St Just-in-Penwith, Cornualles, donde tuvo un puesto de organista de la iglesia. En este momento, Baker escribió su primera novela, The Twisted Tree (1935). 
La segunda novela de Baker, The Birds, fue publicada en 1936. En su autobiografía I Follow but Myself, Baker declaró que tenía cierto parecido con The Terror de Arthur Machen (publicado por primera vez en 1917). En 1952, Daphne du Maurier publicó un relato corto con el mismo nombre, en el que se basaría la película The Birds (1963), de Alfred Hitchcock. A pesar de que Baker vio grandes similitudes entre su obra y la de Du Maurier, y de que en un principio pensó en demandar a Universal Studios, la productora de la película, finalmente decidió no hacerlo porque sus asesores legales consideraron que las obras eran sustancialmente diferentes.
Miss Hargreaves (1940) fue su novela más exitosa, una fantasía cómica en la que un personaje de ficción cobra vida. Fue también adaptada como obra de teatro y estrenada en 1952 en Londres en el Royal Court Theatre con Margaret Rutherford en el papel protagónico. También fue emitida una adaptación en Estados Unidos por la CBS en el programa Studio One, el 24 de marzo de 1952.
Baker se convirtió en actor profesional y durante la Segunda Guerra Mundial recorrió Gran Bretaña con Sybil Thorndike, Lewis Casson y Paul Scofield.
En 1954, Baker escribió Lease of Life. Ese mismo año apareció en las pantallas británicas  una película homónima dirigida por Charles Frend y protagonizada por Robert Donat.
Baker escribió más novelas, cuentos, y artículos en publicaciones como The Guardian, Radio Times y Life and Letters. Trabajó como editor de guiones y escribió obras para la BBC. En 1968, publicó sus memorias I Follow But Myself.
En 1969-1970, pasó un tiempo en los Estados Unidos como artista en residencia en la Universidad de Oklahoma.
Casado en 1943 con Kathleen Lloyd, con quien tuvo tres hijos: Jonathan, Llewellyn y Josephine. En 1982, Baker murió en Porthleven, de cáncer.